# Јованка Максимовић
Јованка Максимовић (1925 — 2002) била је српска историчарка уметности, специјалиста за општу историју средњег века, историју српске средњовековне минијатуре и средњовековне скулптуре (архитектонску пластику и надгробну скулптуру).
Гимназију је завршила у Београду 1944; студирала историју уметности на Филозофском факултету у Београду 1945-1949. код Светозара Радојчића; примљена за асистента 1950. Била 1953/54. на специјализацији у Паризу (École des Hautes Études). Докторирала у Београду 1956. тезом "Которски циборијум из XIV века и камена пластика суседних области". Унапређена у доцента 1957, од 1962. је ванредни, а од 1973. редовни професор на предмету Општа историја уметности средњег века. Дуже време провела на студијским боравцима у Италији, Француској, Енглеској, САД, Грчкој, Русији. Учествовала у раду већег броја међународних конгреса за историју уметности и за византијске студије. Члан међународног комитета за историју уметности. Пензионисана 1991. године. Добила је Октобарску награду 1984. године.
Разрадила је истраживачки поступак који одликују каталошка обрада грађе, опис, иконографска и стилска анализа. Иконографским методом налази везу између ликовног дела и остварења из других грана уметности (минијатура и зидно сликарство; скулптура и сликарство), а преко њих и са културама појединих територија или епоха. Стилском анализом открива елементе или склопове елемената карактеристичне за одређени уметнички период; потврђени као правилности, они служе као поуздан ослонац за разна закључивања. Упоредним методом, којим проналази сличне примере у суседним па и у удаљеним областима, улази у разматрање српске уметности у ширем контексту; то је води у студије европске ранохришћанске, романичке, готичке, византијске уметности, као и уметности истока.
Призната је као аутор до сада најпотпунијих студија о српској средњовековној скулптури и минијатури, укључујући и монументалну монографију Српске средњовековне минијатуре (Београд, 1983).